# Ambewadi, Belgaum
Ambewadi là một làng thuộc tehsil Belgaum, huyện Belgaum, bang Karnataka, Ấn Độ.